# Владимирцов, Александр Александрович
Алекса́ндр Алекса́ндрович Влади́мирцов (19 января 1911, Севастополь — 1987) — советский композитор.

## Биография
Родился в семье военного моряка. Окончил Ленинградскую консерваторию по классу композиции М. О. Штейнберга. Во второй половине 1930-х годов создал струнный квартет, сюиту для симфонического оркестра, концертировал как пианист и дирижёр. Во время Великой Отечественной войны руководил ансамблем песни и пляски 55-й армии. В послевоенные годы руководил эстрадно-симфоническим оркестром Ленинградского телевидения и радио.
Александр Владимирцов — автор ряда популярных советских песен: «Черноморский бушлат», (1942, слова Алымова, первый исп. И. Мантур), «Марш связистов», «Возвращение» (была в репертуаре К. И. Шульженко), «Страдать погоди» и др.

## Дискография[1]
- Александр Владимирцов (LP, Mono), Мелодия, М60-37179-80, 1975
- А. Владимирцов / О. Хромушин - Мелодии и песни, Мелодия, 1983